# 谢尔盖·布拉日科
謝爾蓋·尼古拉耶維奇·布拉日科（俄语：Сергей Николаевич Блажко；1870年11月17日—1956年2月11日），也译作勃拉日哥，是俄罗斯和前苏联的天文学家，前苏联科学院院士，毕业于莫斯科国立大学，1920年到1931年间任莫斯科天文台台长。他发现了一些天琴座RR恒星的光曲线的不规则长周期的振幅变化，后被称为伯拉兹科效应。
谢尔盖·伯拉兹科获得过斯大林奖、两个列宁勋章等荣誉。月球上的布拉日科环形山以他的名字命名。

## 外部連結
Blazhko Project （页面存档备份，存于）